# Cliché (Grazia Di Michele)
Cliché è il primo album della cantautrice italiana Grazia Di Michele, uscito nel 1978.

## Tracce[1]
1. I sogni
2. Cliché
3. Il problema
4. Riso e coriandoli
5. A giorni verrai
6. (Ricomincio) Da zero
7. Riflessioni
8. Ho visto gente
9. Canzone per Daria
10. Controluce

## Formazione
- Grazia Di Michele - voce, chitarra
- Enzo Pietropaoli - percussioni, contrabbasso, basso
- Arturo Stalteri - tastiera, cori, chitarra, percussioni
- Massimo Buzzi - batteria, percussioni
- Enzo Martella - percussioni
- Tommaso Vittorini - sax